# Haydée Milanés
 (juillet 2012).
Si vous disposez d'ouvrages ou d'articles de référence ou si vous connaissez des sites web de qualité traitant du thème abordé ici, merci de compléter l'article en donnant les références utiles à sa vérifiabilité et en les liant à la section « Notes et références ».
Haydée Milanés est une chanteuse cubaine née le 28 septembre 1980 à La Havane (Cuba).  Haydée Milanes fait partie de la nouvelle scène « fusion » cubaine. Son style musical est souvent comparé à celui de la chanteuse Norah Jones : jazzy, zen et sensuel.

## Biographie
Haydée Milanés est la fille de l’auteur-compositeur Pablo Milanés, considéré comme l'un des fondateurs de la « nueva trova ».Elle grandit en regardant son père écrire et jouer de la musique. À l’âge de 6 ans, elle commence à jouer du piano et à chanter au Conservatoire Manuel Saumell. Elle s’inscrit au solfège et chante également dans la chorale du Conservatoire Amadeo Roldán. Elle part ensuite finir ses études en Suisse, où elle étudie les chants anciens.
Haydée Milanés monte pour la première fois sur scène à l’âge de 10 ans, pour accompagner son père sur l’une de ses chansons. Dès lors, elle est engagée comme choriste dans de nombreux concerts à La Havane, et se produit dans des églises pour les messes de Noël.

## Carrière professionnelle
En 1999, Haydée fait ses débuts dans le quatuor du pianiste cubain Hernán López Nussa. Sa première grande tournée se déroule en 2000, lorsqu’elle est invitée au festival Heineken à São Paulo (Brésil). Sa collaboration avec Hernán López Nussa la mènera à l’enregistrement d’un album à Rio de Janeiro, avec de grands noms de la musique cubaine comme Tata Güines ou encore Pancho Ferry.
En 2000, elle commence à se produire de manière récurrente dans deux bars de La Havane : la Zorra et le Cuervo. Là-bas, elle participe régulièrement à des improvisations avec le pianiste Roberto Carcassés, producteur et leader du collectif musical « Interactivo », avec lequel elle collaborera en 2003 sur la compilation Cool Cool Filin.
Son premier album solo, Haydée (2005), est composé et produit par Descemer Bueno entre New York et La Havane. L’album est très vite applaudi par le public et la critique locale, et donne suite à une série de concerts à La Havane.
En 2008, l’artiste sort l’album live Haydée Milanés en Vivo sur lequel figurent des duos avec son père Pablo Milanés et ses sœurs Lynn et Suylén Milanés.